# Павловщина (Дзержинский район)
Па́вловщина (бел. Паўлаўшчына) — деревня в составе Негорельского сельсовета Дзержинского района Минской области Беларуси. Деревня расположена в 13 километрах от Дзержинска, 53 километрах от Минска и 4 километрах от железнодорожной станции Негорелое.

## История
Во второй половине XIX — начале XX века в Койдановской волости Минского уезда Минской губернии. По переписи 1897 года — 6 дворов, 63 жителя, имелась лесная сторожка Павловщина (она же Куль). В 1917 году — 11 дворов, 82 жителя. 
С 9 марта 1918 года в составе провозглашённой Белорусской Народной Республики, однако фактически находилась под контролем германской военной администрации. С 1 января 1919 года в составе Советской Социалистической Республики Белоруссия, а с 27 февраля того же года в составе Литовско-Белорусской ССР, летом 1919 года деревня была занята польскими войсками, после подписания рижского мира — в составе Белорусской ССР. С 20 августа 1924 года — в составе Негорельского сельсовета (в 1932—36-х годах — национального польского) Койдановского (затем Дзержинского) района Минского округа. В 1937—1939 годах — в Минском районе. В 1926 году — 15 дворов, 67 жителей. Во время коллективизации был организован колхоз.
В Великую Отечественную войну с 28 июля 1941 года по 6 июля 1944 года деревня была оккупирована немецко-фашистскими захватчиками, на фронте погибли 8 жителей деревни.
В послевоенное время входила в колхоз «Красное Знамя». В 1991 году — 35 хозяйств и 83 жителя, работали клуб библиотека, магазин. По состоянию на 2009 год выходит в состав филиала «Крион-Агро». 30 октября 2009 года деревня передана из ликвидированного Негорельского поссовета в Негорельский сельсовет. В настоящее время в деревне действует кафе и продуктовый магазин «Валегор».

## Население
| Численность населения (по годам) | Численность населения (по годам) | Численность населения (по годам) | Численность населения (по годам) | Численность населения (по годам) | Численность населения (по годам) | Численность населения (по годам) |
| 1897                             | 1909                             | 1917                             | 1926                             | 1991                             | 1999                             | 2004                             |
| -------------------------------- | -------------------------------- | -------------------------------- | -------------------------------- | -------------------------------- | -------------------------------- | -------------------------------- |
| 63                               | ↘ 54                             | ↗ 82                             | ↘ 67                             | ↗ 83                             | ↘ 49                             | ↘ 37                             |
| 2010                             | 2017                             | 2018                             | 2020                             | 2022                             |                                  |                                  |
| ↘ 28                             | ↘ 22                             | → 22                             | ↘ 18                             | ↗ 19                             |                                  |                                  |